# Bernd Stange
Bernd Stange (* 14. März 1948 in Gnaschwitz, Landkreis Bautzen) ist ein ehemaliger deutscher Fußballtrainer.

## Leben
Als Fußballspieler war er für Chemie Gnaschwitz im Amateurbereich der DDR bis 1965 aktiv. Ein Jahr später spielte Stange bei Vorwärts Bautzen, ehe er zum SC DHfK Leipzig wechselte, wo er 1970 seine Spielerlaufbahn beendete. Bernd Stange erwarb an der DHfK einen Abschluss als Diplomsportlehrer.
Er wurde 1970 Mitglied im Trainerstab des FC Carl Zeiss Jena; anfangs als Jugendtrainer, ab 1971 als Co-Trainer von Hans Meyer. 1978 wechselte er zum Fußballverband der DDR und betreute dort zunächst verschiedene Jugendmannschaften. Später war er Co-Trainer der DDR-Nationalmannschaft und wurde Ende Oktober 1981 nach der verpassten WM-Qualifikation für die Fußball-WM in Spanien nach der Entlassung von Nationaltrainer Georg Buschner mit der Leitung der DDR-Auswahl betraut. Stange betreute die Auswahl allerdings zunächst nur in einem Länderspiel als amtierender Nationaltrainer, im bedeutungslosen letzten WM-Qualifikationsspiel gewann die DDR am 11. November 1981 in Jena gegen Malta mit 5:1. Kurz nach dem Jahreswechsel ernannte der DFV allerdings zunächst Rudolf Krause zum neuen Auswahltrainer. Stange wurde zum verantwortlichen Trainer für die DDR-Olympiaauswahl berufen. Mit dieser konnte er sich für die Olympischen Spiele 1984 in Los Angeles zwar qualifizieren, durfte aber wegen des Olympiaboykotts der sozialistischen Staaten nicht an den Spielen teilnehmen. Darüber hinaus agierte Stange ab September 1983 in einer Doppelfunktion. Da Nationaltrainer Rudolf Krause wegen der verpassten Europameisterschaftsqualifikation von seinen Aufgaben entbunden wurde, betraute der DFV den Chefverbandstrainer Dieter Fuchs zusammen mit Bernd Stange und Harald Irmscher mit der Leitung der DDR-Nationalauswahl. Faktisch wurde Stange aber schon als Nationaltrainer wahrgenommen, was sich auch in damaligen Spielberichten ausdrückt. Offiziell wurde er allerdings erst im Sommer 1984 vom DFV zum DDR-Nationaltrainer berufen. In der Folge verpasste Stange mit der DDR-Auswahl die WM 1986 in Mexiko und die EM 1988 in der Bundesrepublik Deutschland nur knapp, in der EM-Qualifikation für 1988 wurde sogar der amtierende Europameister Frankreich hinter sich gelassen. Nach den ersten zwei Spielen in der Qualifikationsgruppe zur Weltmeisterschaft 1990 in Italien hatte die Geduld des DFV allerdings ein Ende. Nach einem blutleeren Auftritt gegen Island, bei dem Andreas Thom erst in der 89. Minute mit dem 2:0 für klare Fronten sorgte, verlor die DFV-Auswahl am 30. November 1988 in Istanbul gegen die Türkei mit 1:3. Das Medienecho war verheerend und der bekannte Sportkommentator Heinz Florian Oertel schrieb in seiner Kolumne in der Berliner Zeitung von Fehleinschätzung des Gegners und Selbstüberschätzung bei Spielern und Trainern. Zudem warf er die Frage auf, warum sich die Trainer nicht öffentlich zu Fehlern und Irrtümern bekennen könnten. Auf einer Tagung des DFV-Präsidiums am 8. Dezember 1988 wurden Stange und Irmscher von der Betreuung der DDR-Auswahl entbunden. Die verantwortlichen Verbandsfunktionäre hegte starke Zweifel, mit den gezeigten Leistungen die WM-Endrunde zu erreichen. So endete Stanges Zeit als Nationaltrainer der DDR, in der er mit seiner Mannschaft in 53 Partien 24 Siege erringen konnte.
Stange war inoffizieller Mitarbeiter des DDR-Staatssicherheitsdienstes und bespitzelte unter anderem Jörg Berger, der dies erst im Jahr 2005 bekannt gab. Die Berichte von Stange beendeten die Nationalmannschaftskarriere von Hans Richter in der DDR. Stange verpflichtete sich auf Druck des Vereinspräsidenten von Carl-Zeiss Jena beim Ministerium für Staatssicherheit, weil er sonst keinen Reisepass erhalten hätte und dadurch Carl-Zeiss Jena nicht bei Auslandsspielen hätte betreuen können.
Von 1989 bis 1991 war Stange Trainer des FC Carl Zeiss Jena, wechselte dann in die Bundesliga und war vom 1. Juli 1991 bis 18. August 1992 Trainer von Hertha BSC. 1993/94 trainierte er den VfB Leipzig in dessen einziger Bundesligasaison, wurde dort allerdings am 21. Februar 1994 vorzeitig entlassen. In der Saison 1994/95 war Stange Sportdirektor bei Hertha BSC. Dieses Amt gab Stange im Frühjahr 1995 auf.
Nun setzte Stange seine Trainerkarriere im Ausland fort – über die Ukraine (Dnipro Dnipropetrowsk, 1995/96; ZSKA Kiew, 1996), Australien (Perth Glory, 1998–2001) und den Oman (Trainer der Nationalmannschaft 2001) führte sie ihn schließlich in den Irak.
Vom 10. November 2002 bis zum 5. Juli 2004 war er Trainer der irakischen Fußballnationalmannschaft. Der Vertrag, den er noch zur Zeit von Saddam Hussein abgeschlossen hatte, wurde teils äußerst kritisch kommentiert. Trotz der extrem instabilen politischen Lage (Irakkrieg 2003) gelang seiner Mannschaft die Qualifikation für die Olympischen Sommerspiele 2004. Auf Grund der angespannten Sicherheitslage im Land trat er im Juli 2004 von seinem Amt zurück. Die irakische Nationalmannschaft erreichte bei den Olympischen Spielen im August 2004 den vierten Platz.
Am 18. Januar 2005 übernahm Bernd Stange den Erstligisten Apollon Limassol auf Zypern. Vom vorletzten Tabellenplatz schaffte er dank einer überraschenden Rückrunde mit nur einer Niederlage den Sprung auf den siebten Tabellenplatz. In der Saison 2005/06 gelang Limassol dann das Kunststück, keines der 26 Saisonspiele zu verlieren und ungeschlagen Meister zu werden. Dabei gewann Apollon Limassol auch den Zypriotischen Supercup.

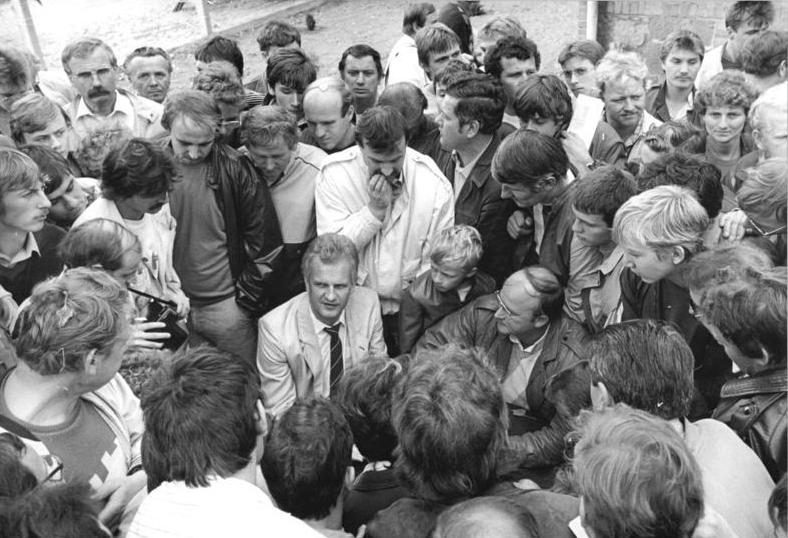
Bernd Stange (Mitte) bei einem Treffen mit Fans (1986)

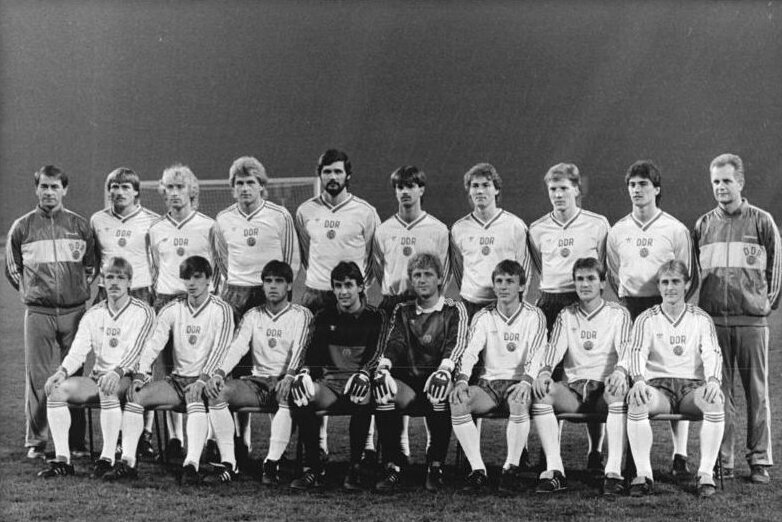
Bernd Stange mit der DDR-Nationalelf, EM-Qualifikation 1986

Am 5. Januar 2007 trat Stange von seinem Posten zurück, da sein damaliger Co-Trainer Harald Irmscher aus finanziellen Gründen entlassen wurde. Seit 30. Juli 2007 war Stange Nationaltrainer von Belarus, wieder mit Irmscher als Assistent. Nachdem er das Angebot einer Vertragsverlängerung abgelehnt hatte, lief sein Vertrag in Belarus Ende 2011 endgültig aus. Im Mai 2013 wurde Stange als neuer Trainer der Nationalmannschaft Singapurs vorgestellt. Im April 2016 trat Stange von seinem Posten zurück und kündigte eine Auszeit an.
Im Januar 2018 gab der syrische Fußballverband bekannt, dass Bernd Stange ab Februar 2018 der neue Trainer der syrischen Nationalmannschaft wird. Am 10. Januar 2019 wurde Stange nach nur einem Punkt aus den ersten zwei Gruppenspielen der Asienmeisterschaft entlassen.
Stange lebt in Jena.

## Auszeichnungen
- 1984 Vaterländischer Verdienstorden in Bronze[16]